# Arlesheim
Arlesheim est une commune suisse du canton de Bâle-Campagne, chef-lieu du district homonyme.

## Histoire

Vue aérienne par Walter Mittelholzer (1922).

Situé au centre de la région du Birseck, entre la Birse et le plateau du Gempen, le territoire de la commune d'Arlesheim est occupé depuis le paléolithique comme en témoignent les squelettes, les outils, les meules et les bijoux découverts dans les grottes de l'Eremitage et du Hollenberg.
En 1239, 'Arlisheim' (selon l'orthographe de l'époque) rejoint le diocèse de Bâle. Entre 1529 et 1581, la commune embrasse la réforme protestante, mais retourne quelques années plus tard à la foi catholique. En 1679, le chapitre de Bâle quitte la ville allemande de Fribourg-en-Brisgau pour venir s'établir à Arlesheim. La cathédrale ainsi que la cure datent de cette période. À la Révolution française, le chapitre de la cathédrale est dissous et les monuments religieux sont vendus aux plus offrants.
Par la suite, la commune fait partie du département du Mont-Terrible avant de rejoindre celui du Haut-Rhin jusqu'en 1815 où le congrès de Vienne la rattache à la Suisse et plus précisément au canton de Bâle. Finalement, en 1833, la commune rejoint le demi-canton de Bâle-Campagne à sa création et devient le chef-lieu du district qui porte son nom.

## Transports
La commune est bien reliée à ses voisins, que ce soit par le train et la ligne du Jura qui la relie à Bâle et à Baden, par le tramway et la ligne 10 du BLT qui la relie à Münchenstein ou encore par une sortie de l'autoroute A2.

## Économie
En 1921, la première clinique anthroposophique a été fondée dans la commune, baptisée du nom de sa fondatrice Ita Wegman. Une seconde clinique anthroposophique, la clinique Lucas est spécialisée dans le traitement du cancer. De plus, Arlesheim est également le siège de l'entreprise Weleda qui fabrique des produits cosmétiques, des médicaments anthroposophiques.

## Culture et patrimoine

### Héraldique
| Blason | Blasonnement : D'argent au demi-vol d'azur. |

### Monuments et curiosités

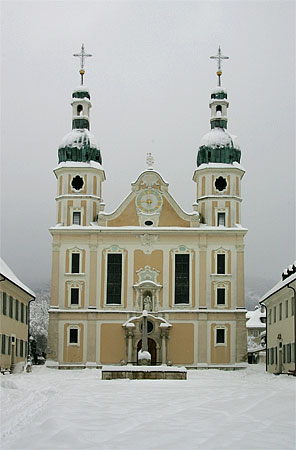
La cathédrale d'Arlesheim sous la neige.

La résidence des Chanoines du chapitre de la cathédrale de Bâle (1679-92) comprend une collégiale, les maisons des Chanoines et la place de la Collégiale, organisée en 1679-87 selon les plans de l'architecte Jakob Engel, originaire de Mesocco. La façade et l'intérieur de la cathédrale ont été transformés par Franz Anton Bagnato dans un style rococo allègre (1759-61). À l'intérieur, les peintures des parois, plafonds et autels sont l'œuvre de Giuseppe Appiani. Les stucs, d'après un modèle de Johann Michael Feuchtmayer, ont été réalisés par Francesco Pozzi. L'orgue est l'œuvre de Johann Andreas Silbermann.
Dans l'église réformée, construite selon les plans d'Emmanuel La Roche en 1911-12, de nombreux styles contribuent à créer une ambiance originale.
Le siège du Gouvernement du district (Beziksstatthalteramt) est une ancienne maison de Chanoines située hors de la résidence et qui remonte à l'époque de la transformation de la collégiale en 1761. La maison de la Domstrasse 2 fut également édifiée sur ordre des Chanoines un peu auparavant et transformée en une maison patricienne avec jardin anglais en 1812 et 1851.
Entre l'Andlauerhof, résidence nobiliaire construite en 1616 (remaniée avant 1754 et en 1815) avec une belle décoration et la ruine du château-fort Birseck dont les origines remontent au XIIIe s. s'étend l'Eremitage, un jardin à l'anglaise avec moulin, maison de jardinier, grottes et ermitage d'après un projet romantisant de Balbina d'Andlau-Staal et du chanoine Heinrich de Ligertz. L'Eremitage date du 1785 ; il a été agrandi et transformé en 1793 et en 1810-12.
À l'extérieur de la cathédrale se trouve la place centrale du village avec la fontaine communale et la cure. De nos jours, les autorités communales sont installées sur cette place.
Enfin la commune possède également sur son territoire les Burg Birseck et Burg Reichenstein, deux châteaux forts du Birseck, qui furent pratiquement totalement détruits lors du tremblement de terre de Bâle de 1356 et reconstruits par la suite.